# آزموند (نبراسکا)
آزموند(به انگلیسی: Osmond) شهری در ایالت نبراسکا کشور ایالات متحده آمریکا است که جمعیت آن در سرشماری سال ۲۰۱۰ میلادی، ۷۸۳ نفر بوده‌است.